# Kurt-Werner Wichmann
Kurt-Werner Wichmann (* 8. Juli 1949 in Lüneburg; † 25. April 1993 in Heimsheim) war ein deutscher mutmaßlicher Serienmörder, der u. a. für die zwei Doppelmorde in der Göhrde verantwortlich sein soll. Die Polizei überprüft Verbindungen zu über 230 Verbrechen, darunter Mord und Vergewaltigung.

## Beschreibung
Wichmann war nach den Erinnerungen Bekannter gutaussehend, blond und von biederer, gepflegter Erscheinung. Ein Zeuge bezeichnete ihn als stillen Typ mit „kalten, eiskalten Augen, die alles taxierten“. Andere beschrieben ihn als Eigenbrötler, arrogant und geltungsbedürftig. Er litt unter starken Kontrollzwängen, weshalb er Gegenstände seiner Opfer auf seinem Grundstück vergrub und sich Zeitungsartikel und Fernsehberichte über seine Verbrechen sorgfältig aufbewahrte. Auffallend war, dass er stets Handschuhe und eine Sonnenbrille trug. In einem seiner Autos fand man einen Bundeswehrschlafsack für Übernachtungen im Freien, ein Fernglas und Karten. Zudem hielt er sich häufig im Wald auf. Er wohnte in einem Eigenheim in einer Stichstraße am Rand von Lüneburg direkt am Wald. In diesem Haus war er auch aufgewachsen. Er hatte einen Schäferhund und zeigte rechtsextreme politische Einstellungen (auf seinem Grundstück hisste er ab und zu die Reichskriegsflagge, in seinem Geheimraum fand man NS-Literatur). Im Lauf der Zeit hatte er mehrere Umbauten vorgenommen, darunter auch den Einbau von Geheimverstecken. Eine Tür führte ins Nichts: Man blickte durch sie von oben in die Garage und hinter ihr war ein Galgenstrick angebracht. Zur Zeit des Mordes an Birgit Meier war er verheiratet. Seine 13 Jahre ältere Frau Alice verstarb im Jahr 2006. Er war häufig in Geldnot, zur Zeit seines Todes überschuldet und inserierte als Callboy in Pornozeitschriften.

## Familie
Wichmann wurde am 8. Juli 1949 in der Psychiatrischen Klinik Lüneburg im Wienebütteler Weg 1 als Sohn von Kurt Emil Wichmann und Marie Gertrud Wichmann geboren.
Sein Vater wurde am 7. Mai 1901 in Elbing geboren und lebte in Boltersen, Südergellersen, Kirchgellersen, Oedeme und schließlich Lüneburg. Er war als Abbauer, Freileitungsmonteur und Arbeiter tätig und war in erster Ehe mit Frida Wichmann (geboren mit dem Namen Schrimper in Beckum) verheiratet, mit der er zwei Kinder, nämlich Friedrich Wichmann (geboren am 25. Januar 1925 in Paderborn) und Elsbeth Wichmann (geboren am 28. Juni 1928 auf Gut Brünneckshof in Ostpreußen) hatte. Er starb am 25. März 1982 in Lüneburg.
Seine Mutter wurde am 1. Januar 1916 in Oberschlesien in der Stadt Orzesche (polnisch Orzesze) im Kreis Pleß geboren. Sie hatte den Geburtsnamen Stebel und hieß bis zu ihrer Scheidung Kempe. Ihre erste Ehe wurde am 29. Februar 1942 in Neisse geschlossen und mit der Scheidung am 2. Dezember 1948 in Lüneburg beendet. Sie wohnte in Oppeln, Klein Meusdorf bei Leipzig, Sasse und schließlich in der Schillerstraße 21 in Lüneburg, wo sie auch mit ihrem späteren zweiten Ehemann lebte. Sie starb am 3. November 1984 in Lüneburg.
Wichmann hatte eine Schwester, Ursula Marie Wichmann, die jedoch bereits einen Tag nach ihrer Geburt am 27. Juni 1952 starb, und einen 1958 geborenen Bruder.

## Wohnorte
Kurt-Werner Wichmann lebte zunächst in der Schillerstraße 21 in Lüneburg, ab Juni 1950 im Ginsterweg 52, ab 17. September 1952 im Vrestorfer Weg 3 und schließlich ab 2. März 1978 Am Streitmoor 15. Ab 13. Januar 1961 war er zudem in Großefehn in Ostfriesland und ab 1963 zeitweise im Fürsorgeheim Wichernstift in Delmenhorst und in anderen Heimen und jugendpsychiatrischen Anstalten. Das Haus im Vrestorfer Weg 3 in unmittelbarer Nähe zum späteren Wohnhaus existiert heute nicht mehr und ist ein Gewerbegebiet. Nach seiner Haftentlassung 1975 lebte Wichmann bis 1978 bei Helga H. in Karlsruhe, die er durch eine Kontaktanzeige während der Haft kennengelernt hatte.
Das Haus Am Streitmoor 15, das er von seinen Eltern erbte, liegt in einem damaligen Neubaugebiet in einer Stichstraße am Rand von Lüneburg direkt neben einem Wald und einem kleinen Moor. Es ist im nördlichsten Zipfel von Lüne-Moorfeld, am Rand des Streitmoor gelegen; die Ansiedlung liegt räumlich näher an Adendorf, nahe dem Punkt, an dem die Gemeindegrenzen von Lüneburg, Adendorf und Bardowick zusammentreffen.

## Delikte

### Jugendstraftaten
Wichmann kam mit 14 Jahren erstmals in Jugendarrest, nachdem er eine Untermieterin im Haus seiner Eltern mit einem Messer bedroht und versucht hatte, sie zu erwürgen. Wichmann lebte damals nicht zu Hause, sondern wuchs in einem Fürsorgeheim (Wichernstift) auf. Dort wollte er aber nicht länger bleiben und brach bei seinen Eltern ein, um sich Geld zu beschaffen. Der Vater war gewalttätig und soll seine Söhne misshandelt haben. Mit 16 Jahren überfiel Wichmann eine Radfahrerin und belästigte sie sexuell, was ihm sechs Monate Jugendstrafe auf Bewährung einbrachte. 1967 bedrohte er Polizisten mit einer Kleinkaliberwaffe und wurde zu einem Jahr Jugendstrafe verurteilt. 1968 wurde die 38-jährige Ilse Gerkens beim Fahrradfahren in einem Wald bei Lüneburg mit vier Schüssen aus einem Kleinkalibergewehr in den Rücken getroffen und getötet. Zeugen sahen einen Jugendlichen fliehen, auf den die Beschreibung Wichmanns passte. Die Polizei legte in diesem Zusammenhang eine Akte über ihn an. Man fand bei ihm Kleinkalibergewehre und Zeitungsausschnitte über den Mord, der aber nie offiziell aufgeklärt wurde. 1970 wurde er für die Vergewaltigung einer Anhalterin, die er auch zu erwürgen versuchte, zu fünfeinhalb Jahren Jugendstrafe verurteilt. Die Anhalterin konnte ihn damals überreden, sie laufenzulassen. Als er bald darauf in der Zeitung von dem Fall las, fühlte Wichmann sich falsch dargestellt und ging selbst zur Polizei, um dies richtigzustellen, was zu seiner Verhaftung führte.

### Der Fall Birgit Meier
Birgit Meier, eine Fotografin aus Lüneburg, verschwand im Sommer 1989. Schon wenige Wochen später zeigten sich Verbindungen zwischen ihr und dem Lüneburger Friedhofsgärtner Wichmann. Zunächst vermutete man Suizid oder verdächtigte den Ex-Ehemann, jedoch fokussierten sich später die Ermittlungen auf Wichmann, den die Verschwundene zuvor nach Aussagen des Ex-Ehemanns auf einer Party kennengelernt hatte. Außerdem hatte er zuvor Gartenarbeiten bei den Nachbarn von Birgit Meier verrichtet. Er wurde vernommen, sein durch seine Ehefrau bestätigtes vorgebliches Alibi aber nicht genauer überprüft. Dass er zur Zeit des Verschwindens der damals 41-jährigen Birgit Meier krankgeschrieben war, verschwieg er, und die Polizei fragte auch nicht genauer nach.
Erst mit der Einsetzung einer neuen Staatsanwältin in Lüneburg kamen weitere Ermittlungen in Gang. Im Jahr 1993 wurde gegen den Gärtner ein förmliches Ermittlungsverfahren wegen Mordverdachts im Fall Birgit Meier eingeleitet, und die Polizei nahm eine Hausdurchsuchung vor. Die Ermittler fanden zwei Kleinkaliber-Gewehre, einen umgebauten scharfen Schreckschuss-Revolver, Elektroschocker, Schalldämpfer, Handschellen, Beruhigungs- und Schlaftabletten, Folterwerkzeug in einem mit einer schallisolierten Tür verschlossenen Geheimraum, den nur er und sein Bruder betreten durften. Im Garten fand sich ein vergrabenes knallrotes neues Ford-Sportcoupé, auf dessen Rücksitz dem Anschein nach Blut klebte. Das Fahrzeug war erst 1991, also lange nach Birgit Meiers Verschwinden, von Wichmann geleast und später als gestohlen gemeldet worden. Die Leichenspürhunde schlugen mehrfach an, man fand aber keine Leichen.
Kurt-Werner Wichmann war vor der Durchsuchung geflohen. Er wurde am 15. April 1993 bei Heilbronn verhaftet, als er in einen Verkehrsunfall verwickelt war und man Waffen in seinem Fahrzeug fand. Mit im Fahrzeug saß sein zehn Jahre jüngerer Bruder, der zu ihm ein enges Verhältnis hatte und von Wichmann dominiert wurde. Zehn Tage nach seiner Festnahme erhängte sich der 43-jährige Wichmann in der Haft in der Justizvollzugsanstalt Heimsheim. Suizid-Versuche hatte er schon zuvor unternommen. Er hinterließ merkwürdige Abschiedsbriefe, in denen er unter anderem seinen Bruder aufforderte, die Dachrinne zu reinigen. Nach seinem Tod endete die Mordserie in den Wäldern rund um Lüneburg. Die weiteren Ermittlungen gegen ihn wurden eingestellt, da gegen Tote nicht ermittelt wird. Sein Fahrzeug und die bei ihm gefundenen Gegenstände wurden von der Polizei entsorgt.
Erfolgreich wurden die bis dahin nur schleppend vorangegangenen polizeilichen Ermittlungen erst, als der pensionierte stellvertretende Polizeipräsident der Hamburger Polizei Wolfgang Sielaff, der Bruder der getöteten Birgit Meier, im Jahr 2002 mit privaten Recherchen begann und 2017 die Leiche seiner ermordeten Schwester fand. Im selben Jahr stellte die Polizei eine neue sechsköpfige Ermittlertruppe auf, die Verbindungen von Wichmann zu 24 weiteren Mordopfern untersucht.
Die sterblichen Überreste von Birgit Meier wurden am 29. September 2017 im von Wichmann ehedem bewohnten Haus entdeckt und geborgen. Dem von Birgit Meiers Bruder Wolfgang Sielaff, dem ehemaligen Leiter des Landeskriminalamts Hamburg, ins Leben gerufenen sogenannten „Kernteam“ war die ungewöhnliche Beschaffenheit der zur Reparatur von Autos vorgesehenen Grube in der Garage Wichmanns aufgefallen: Zum Stehen war sie zu niedrig, zum Liegen zu tief. Dort suchte die Gruppe nun ohne Durchsuchungsbeschluss, aber mit Erlaubnis der neuen Besitzer des Hauses nach Meiers Leichnam. Der Ehemann der Getöteten, Harald Meier, beauftragte einen Maurer, den Betonboden aufzustemmen. Jedoch wurden zunächst keine Spuren gefunden, weshalb die Suche abgebrochen werden sollte. Als der Maurer aber noch einmal die Treppe in die Grube hinabstieg, stieß er mit seinem Fuß zufällig gegen eine Stelle des Betonbodens, die daraufhin einbrach. Durch erneutes Graben einer Rechtsmedizinerin wurde ein Mittelfußknochen der kopfüber einbetonierten Meier gefunden, welcher schließlich zur Entdeckung von Meiers Leichnam führte.
Am 19. Januar 2018 wurde bekannt, dass Birgit Meier laut dem Obduktionsgutachten der Medizinischen Hochschule Hannover erschossen worden war. Der Lüneburger Polizeipräsident Robert Kruse teilte mit, dass man beim Täter von einem Serienmörder ausgehe, der möglicherweise auch außerhalb von Deutschland zugeschlagen hatte. Er kündigte eine gründliche Überprüfung von Altfällen an, für die Wichmann als Täter in Frage komme. Analysten des Landeskriminalamts Niedersachsen haben daraufhin 24 ungeklärte Taten, vor allem Tötungsdelikte und auch Vermisstenfälle, herausgefiltert. Im Februar 2018 wurde der Fall erneut in der Sendung Aktenzeichen XY … ungelöst im Fernsehen vorgestellt, da die Ermittler von einem Mittäter, Helfer oder zumindest von Mitwissern ausgehen.

### Göhrde-Morde
Im Dezember 2017, 28 Jahre nach den Morden von 1989, gab die niedersächsische Polizei bekannt, dass sie den ehemaligen Friedhofsgärtner Wichmann für die Göhrde-Morde für dringend tatverdächtig halte und dass eine Ermittlungsgruppe eingerichtet worden sei. Eine wohl in einem der entwendeten Fahrzeuge der Opfer sichergestellte DNA-Spur konnte Wichmann zugeordnet werden. Laut Polizeiangaben handelt es sich dabei um eine neue Spur und nicht die im Laufe der Jahre immer wieder untersuchten Haare. Die Polizei geht davon aus, dass es einen Mittäter gibt, der möglicherweise auch weitere Verbrechen begangen haben könnte. Der wesentliche Anhaltspunkt für eine zweite in den Fall verwickelte Person leitet sich aus dem Umstand ab, dass Wichmann mit seinem eigenen Kraftfahrzeug in die Göhrde gefahren war, aber mit dem Fahrzeug der Ermordeten zurückkehrte. Wer Wichmanns eigenen Wagen wieder zurückbrachte, ist unklar. Nach den Erkenntnissen Sielaffs gab es in Lüneburg und Umgebung 21 bislang ungeklärte Mordfälle, die vom Täterprofil und jeweiligen Aufenthaltsort her eventuell Wichmann zugeordnet werden könnten.
Im Mai 2019 wurden die Ermittlungen wieder aufgenommen, weil ein möglicher Mitwisser gegenüber der Polizei jede Aussage verweigerte. Die Polizei bittet die Bevölkerung um Hinweise und hat hierzu eine Webseite freigeschaltet.
Der Chef-Ermittler in der Lüneburger Polizei, Jürgen Schubbert, der sich besonders gut mit dem Fall auskennt, sollte gegen seinen Willen 2021 pensioniert werden und ist inzwischen als Leiter der Polizeistation Lachendorf im Kreis Celle, 110 Kilometer von Lüneburg entfernt, strafversetzt worden.

### Ermittlungen wegen unaufgeklärter Mordfälle
Möglicherweise gehen nach Einschätzung der Polizei, die ein Bewegungsprofil Wichmanns erstellte, auch Mordfälle in anderen Gegenden auf sein Konto. So hielt Wichmann sich nach seiner ersten Haftentlassung 1975 drei Jahre lang in Karlsruhe auf, wo er bei einer älteren Frau lebte, die er durch eine Kontaktanzeige während der Haft kennengelernt hatte. In diese Zeit fallen im Raum Karlsruhe mehrere unaufgeklärte Morde an Anhalterinnen. Wichmann war sehr mobil und besaß zeitweise fünf Autos. Möglicherweise ist er auch für zwei Mordfälle in Schwerin verantwortlich. 2018 ging die Polizeidirektion Lüneburg von bundesweit knapp 100 ungeklärten Mordfällen aus, die mit Wichmann in Verbindung stehen könnten.
Die dreiteilige NDR True Crime Serie aus 2024 "Der Menschenjäger - Neue Spuren des Göhrde-Mörders" berichtet über etwa zwei Dutzend weitere unaufgeklärte Morde sowie Vergewaltigungen von Mädchen und jungen Frauen im Raum Cuxhaven/Bremerhaven, im Raum Münster, im Raum Heidelberg/Karlsruhe sowie im Umfeld von Lüneburg, die bis heute unaufgeklärt sind. Dabei sei zumindest teilweise von einem Mittäter auszugehen. Die Polizei Lüneburg ermittele insoweit gegen den noch lebenden Bruder Wichmanns, der anders als Wichmanns Ehefrau auch Zugang zum "Geheimraum" in Wichmanns Haus gehabt haben soll.

## Mediale Verarbeitung
Als fiktionalisierten dreiteiligen Spielfilm verarbeitete die ARD den Fall unter dem Titel Das Geheimnis des Totenwaldes, die ab dem 2. Dezember 2020 ausgestrahlt wurde. Im Anschluss würdigte die ARD den Fall in der dreiteiligen True-Crime-Miniserie Eiskalte Spur, die ab dem 9. Dezember 2020 ausgestrahlt wurde.
In ihrer Podcast-Reihe Die Zeit – Verbrechen behandelten Sabine Rückert und Andreas Sentker den Fall in der Folge Die Frau, die sich in Luft auflöste. In einer weiteren Folge des Podcasts, Per Anhalter in den Tod, behandelten Anne Kunze und Daniel Müller den Fall erneut.
Netflix behandelte die Aufklärung des Falles ausgehend vom Verschwinden der Birgit Meier in der vierteiligen True-Crime-Miniserie Dig Deeper: Das Verschwinden von Birgit Meier, die seit November 2021 verfügbar ist. Die Serie wurde von LOOKSfilm produziert.
Der NDR-Hörfunk verarbeitete den Fall Wichmann im NDR-Dokucast unter dem Titel Die Geheimnisse des Totenwaldes als Podcast. Im April 2024 veröffentlichte das NDR Fernsehen die auf weitere bis heute unaufgeklärten Mordserien hinweisende, auf der Arbeit des privaten Ermittlungsteams des ehemaligen Chefs des Hamburger LKA Reinhard Chedor beruhende dreiteilige True Crime Serie Der Menschenjäger - Neue Spuren des Göhrde-Mörders.